# Montaldo Scarampi
Montaldo Scarampi är en ort och kommun i provinsen Asti i regionen Piemonte i Italien. Kommunen hade 747 invånare (2018).